# Каламброне
Каламброне (итал. Calambrone), насеље је у Италији у округу Пиза, региону Тоскана.
Насеље се налази на надморској висини од 2 м.